# 크리스티안 다리오 알바레스
크리스티안 다리오 알바레스(Cristian Darío Álvarez, 1985년 11월 13일 헤네랄 라고스 ~ )는 아르헨티나의 축구 선수로, 사라고사에서 골키퍼로 활약하고 있다.

## 클럽 경력

### 로사리오 센트럴
생년월일이 헨날라고스에 태어난 알바레즈는 고향 클럽 로사리오 센트럴의 청소년 팀을 거쳐 2006년 2월 23일 파라과이 팀 세로 포르테뇨와의 코파 리베르타도레스 경기에서 프로 데뷔를 하였다. 홈에서의 경기로 0-2로 패배했다. 그는 이후에 프리메라 디비시온에서 두 시즌 동안 주전으로 자리를 굳혔다.

### 에스파뇰
2008년 말에 알바레즈는 스페인 팀 RCD 에스파뇰에 합류하여 5년 계약을 체결했다. 그는 대부분의 시간을 카탈루냐에서 코파 델 레이 경기에 제한되어, 카메룬 출신의 카를로스 카메니에 의해 라 리가에서 가로막혔다. 후자 대회에서의 가장 긴 경기는 2009-10 시즌에 시작했으며, 주전 선수가 2010 아프리카 네이션스 컵에 선발되었기 때문에 2승 1무 1패로 4경기에 출전하여 골을 4개를 내주었다.
알바레즈는 2011-12 시즌을 시작할 때 매니저 모리시오 포체티노에 의해 주전으로 승진했으며, 카메니도 여전히 로스터에 있었다.

### 산 로렌조
2013년 7월 7일, 알바레즈는 3년 계약으로 산 로렌조 데 알마그로에 합류했다. 처음에는 주전으로 출전했으나 부상을 입고 결국 자리를 세바스티안 토리코에게 내주었으며, 팀이 토르네오 이니시알을 우승하는 데 기여하면서 단 3경기만 출전했다.
알바레즈는 또한 2014 코파 리베르타도레스에서 팀의 승리에 기여하면서 대체 선수로 남아 있었다. 그는 스페인으로 돌아와 2014-15 시즌에 라요 발레카노로 대여되었다.
2015년 8월, 산 로렌조가 여전히 소유한 상태에서 알바레즈는 파라과이 프리메라 디비시온의 세로 포르테뇨으로 이적했다.

### 사라고사
2017년 8월 3일, 알바레즈는 1년 계약 및 2년 연장 옵션과 함께 레알 사라고사와 합의했다. 이후, 필요한 경기를 출전한 후, 다음 해 2월 이 계약이 효력을 발휘하였다.
알바레즈는 2020년 8월 20일에 추가로 2023년까지 계약을 연장했다. 2021년 4월 30일, 그는 세구엔다 디비시온 원정에서 CD 루고와의 2-2 무승부 경기에서 97분에 프리킥으로 골을 넣었다.